# Vierzehn Nothelfer (Gaid)

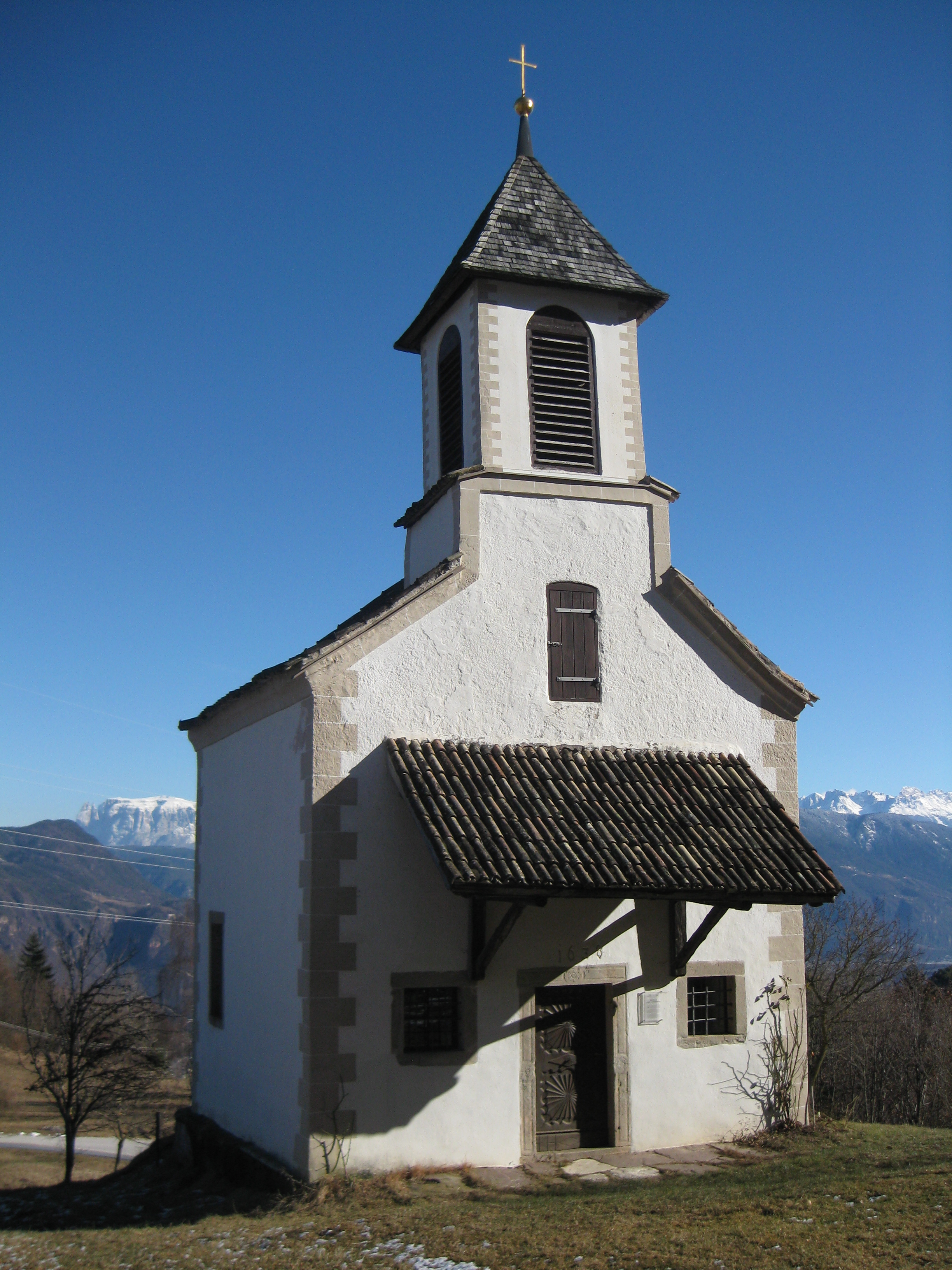
Vierzehn Nothelfer in Gaid

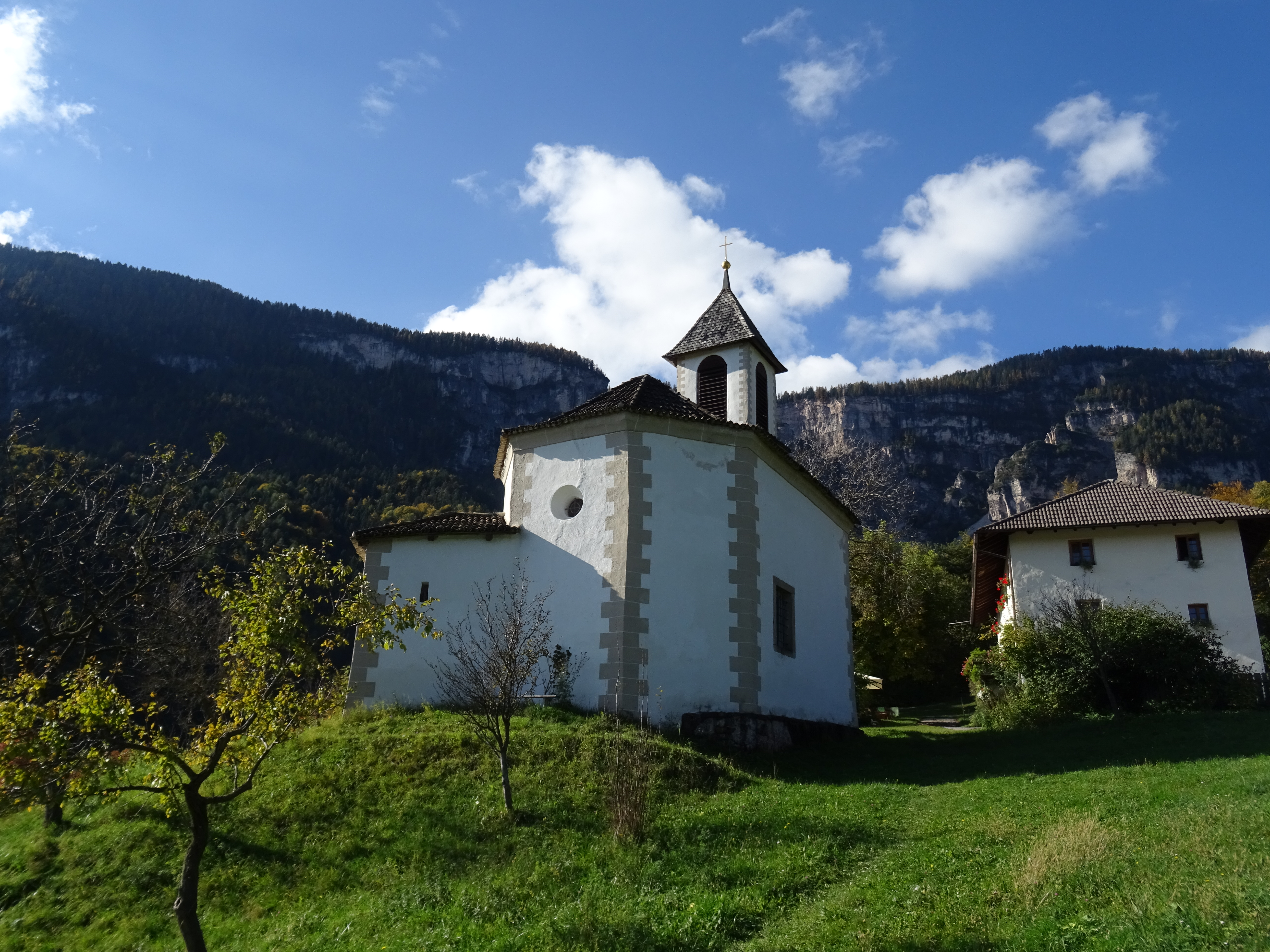
Kapelle in Moarhof in Gaid

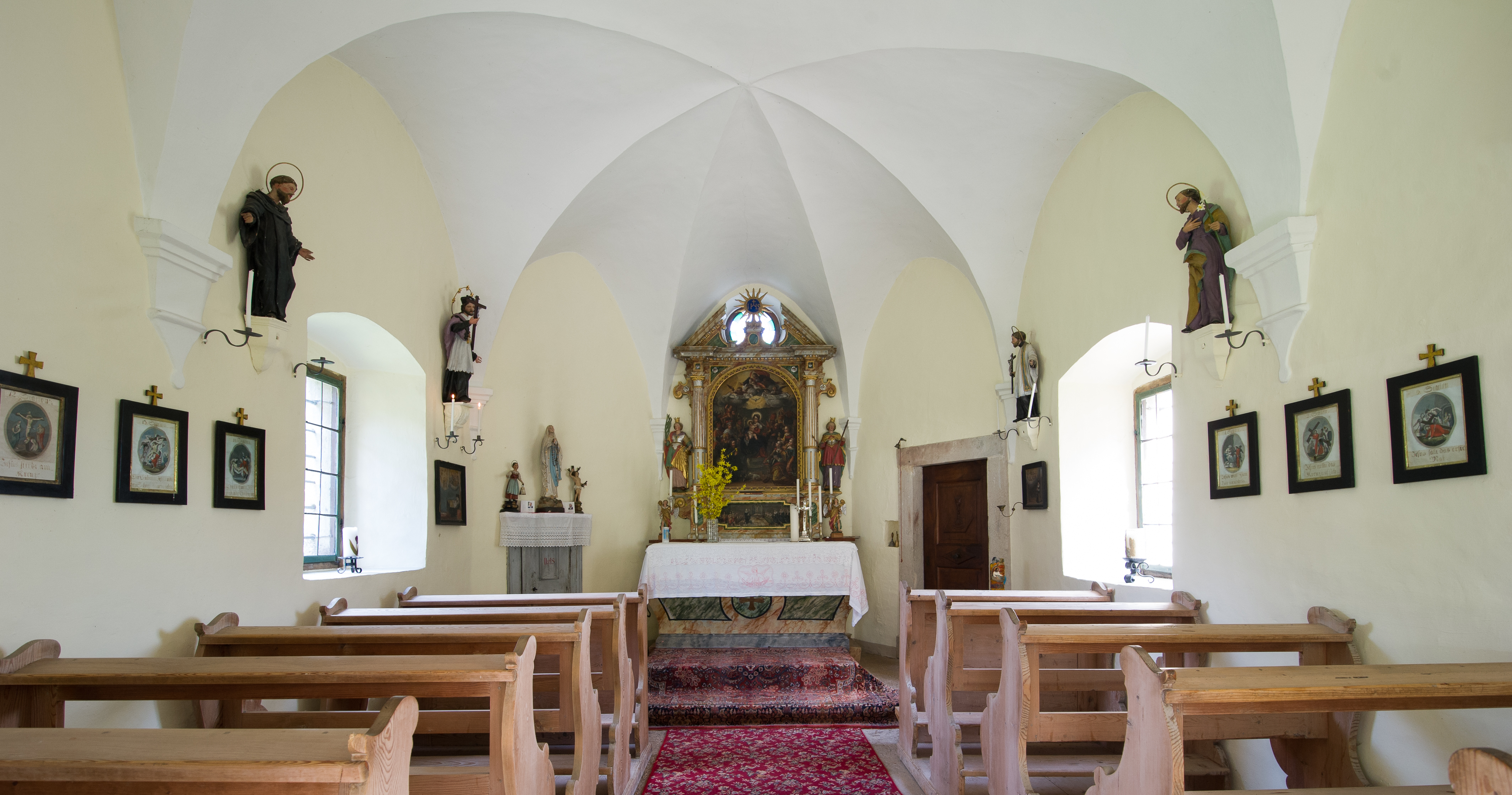
Innenraum

Die Wallfahrtskapelle zu den Vierzehn Nothelfern in Gaid, einer Fraktion der Gemeinde Eppan an der Weinstraße in Südtirol ist ein geschütztes Baudenkmal. Die Kapelle steht mit dem Vorplatz und dem benachbarten Moarhof auch unter Ensembleschutz. 

## Beschreibung
Die Kapelle wurde 1634/38 auf Veranlassung des aus Gaid stammenden Eustachius Franzin von Zinnenberg erbaut. Auf dem Standort befand sich ein frühmittelalterlicher, vor dem Jahr 1000 errichteter, Vorgängerbau. 
Das nur ca. 30 Gläubige fassende Schiff besitzt ein auf Konsolen aufliegendes Gratgewölbe und einen dreieckigen Chorabschluss. Die aufwändig gestaltete Tür ist mit Natursteinen gerahmt.
Die außen durch einen Dachreiter gestaltete Kapelle besitzt einen barocken Hochaltar mit einem Altarbild, das unter den Vierzehn Nothelfern den Stifter als Hl. Eustachius abbildet. Zu sehen sind auf dem Predellabild auch die drei Frauen und zahlreichen Kinder des Stifters Eustachius Franzin von Zinnenberg, geschaffen um 1638. Ebenfalls erhalten sind zwei Ölgemälde des gegeißelten Christus von 1644 und der Maria mit Kind von 1626, sowie Votivtafeln, 14 Stationen, Statuen von Heiligen und die kunstvoll gestaltete Eingangstür.
Vier Holzstatuen aus dem beginnenden 18. Jahrhundert, die den Hl. Josef, den Hl. Johannes Nepomuk, den Hl. Franz Xaver und den Hl. Leonhard darstellen, schmücken die Kapelle. Außerdem befinden sich in ihrem Besitz auch sechs Votivtafeln, von denen vier aus der zweiten Hälfte des 17. Jahrhunderts stammen und damit zu den ältesten Südtirols gehören. Von Paul Honegger ist ein Marienbild zu sehen.